# Leyes de amnistía de Perú de 1995
Las leyes de amnistía de Perú de 1995 abarcan varias disposiciones legales aprobadas en 1995 en territorio peruano. Su principal disposición fue la Ley 26479, promulgada bajo el gobierno del presidente Alberto Fujimori. Esta ley otorgó amnistía para delitos perpetrados en el ámbito de la «lucha antisubversiva», que corresponde al periodo de violencia iniciado en 1980.
En el año 2001 estas leyes de amnistía fueron declaradas sin efectos jurídicos por la Corte Interamericana de Derechos Humanos y luego explícitamente derogadas por el Congreso.

## Historia
Históricamente, desde la promulgación de la Constitución de 1823, primera en la historia del país, se estableció que los «indultos generales o particulares» eran una atribución «exclusiva del Congreso». En la actualización de 1828, se precisó explícitamente que el Poder Legislativo podía conceder «amnistía e indultos generales cuando lo [exigiere] la conveniencia pública». Con posterioridad, las facultades del Congreso para promulgar normas sobre amnistía fueron objeto de diversas reformas.
En 1995, integrantes del Congreso Constituyente Democrático, quienes establecieron la Constitución de 1993, aprobaron un proyecto de ley que exoneraba de investigación y sanción judicial al personal militar, policial o civil implicado en eventos ocurridos desde 1980, sea la jurisdicción ordinaria como militar. Esta medida no fue adoptada por unanimidad y se materializó en las leyes 26478 y 26479, promulgadas por Alberto Fujimori en junio de ese año. Fujimori afirmó que era una continuación de ley de arrepentimiento a los integrantes de grupos subversivos.
Su primera aplicación recayó en un alto mando militar, el general Rodolfo Robles, acusado de encubrir la existencia de un escuadrón de la muerte en su institución. Posteriormente, se extendió a los responsables de la masacre de La Cantuta y la de Barrios Altos.
La ley aprobada contravino el artículo 138 de la Constitución de 1993. Ante la inconstitucionalidad declarada de la ley 26479 por la jueza Antonia Saquicuray, se promulgó la ley 26492. A diferencia de su antecesora, esta segunda ley impidió el pronunciamiento judicial sobre la amnistía. Como consecuencia, la Sala Penal de la Corte Superior declaró nula la resolución emitida por la jueza Saquicuray.

### Críticas y derogación
La norma suscitó críticas por otorgar impunidad a los implicados, particularmente a los responsables de delitos de lesa humanidad. En este sentido, diversas instituciones manifestaron sus preocupaciones, entre ellas la Coordinadora Nacional de Derechos Humanos y el Departamento de Estado de los Estados Unidos. En 1996 El Comité de Expertos de las Naciones Unidas.
La Ley de Amnistía fue modificada en 2000, con la suspensión de algunos artículos de las leyes 26479 y 26492. Tanto la ley de amnistía n.º. 26479 como la ley de amnistía n.º 26492 fueron declaradas violatorias de la Convención Americana sobre Derechos Humanos, carentes de efectos jurídicos y, por tanto, expulsadas de derecho peruano en 2001 por la Corte Interamericana de Derechos Humanos en la sentencia de Barrios Altos versus Perú. En concordancia con esta sentencia, el Congreso peruano derogó la ley de amnistía en mayo de ese mismo año. Sin embargo, posteriormente algunos políticos plantearon revocar la nulidad y prolongar el periodo de amnistía. En ese contexto, Javier Valle-Riestra sugirió extenderlo hasta el año 2000 tras la investigación sobre la presunta ejecución extrajudicial durante la operación Chavín de Huantar.
En el juicio a Alberto Fujimori, el acusado adujo que la norma firmada perseguía «una solución pacífica tras catorce o quince años de conflicto interno». Tiempo después, en 2008, la Sala Penal Especial de la Corte Suprema dispuso la divulgación de un registro sonoro en el que Santiago Martín Rivas (exintegrante del Grupo Colina) y otras autoridades militares abordaron la legislación en cuestión. Los integrantes reconocieron la autenticidad del audio.

### Intentos de restitución
En 2005, el congresista Luis Iberico propuso restituir la norma luego de la sanción por la Corte Interamericana de Derechos Humanos (Corte IDH). Años después, en 2010, el gobierno presidido por Alan García dictó el Decreto Legislativo 1097. Este decreto exoneraba de responsabilidad penal a individuos que hubieran cometido delitos antes de la ratificación de la Convención sobre la Imprescriptibilidad de los Crímenes de Guerra y de los Crímenes de Lesa Humanidad, adoptada por Perú en 2003. Promovido por el ministro de Defensa, Rafael Rey Rey, el decreto generó inquietud ante la posibilidad de que favoreciera a miembros del Grupo Colina y a Luis Giampietri. Posteriormente, dicho decreto fue revocado.
En 2020 se sugirió un nuevo proyecto de ley para restituir la amnistía para condenados por delitos perpetrados antes de 2003 antes de 2003.

#### Ley de prescriptibilidad de 2024 y ley de amnistía de 2025
En 2024, durante el gobierno de Dina Boluarte y el periodo parlamentario 2021-2026, se aprobó en el Congreso peruano un dictamen presentado por los partidos políticos Renovación Popular y Fuerza Popular. Entre los promotores del proyecto de ley se encuentra el congresista Jorge Montoya, quien sostuvo que su aprobación es necesaria en virtud del principio jurídico del plazo razonable para procesar individuos acusados de cometer un delito. El dictamen fue llevado en el pleno y aprobado por la bancada de Fuerza Popular y otros partidos de derecha. Con esta norma, incluso los sentenciados de antes del 2002 podrán solicitar el archivo por prescripción, entre ellos, a los 22 exintegrantes del grupo Colina que buscaron acogerse a ella. Esta iniciativa fue respaldada por ex altos mandos militares del país.
La ley ha sido criticada por tomar como referencia a los familiares de los condenados, que buscaban ser protegidos, en lugar de a los familiares de las víctimas. Un representante del gobierno de Dina Boluarte minimizó el impacto del proyecto de ley, cuando refirió que los crímenes de lesa humanidad no se tipifican como delito y que solo hay 24 sujetos detenidos pero no sentenciados.
El 2 de julio de 2024, la Corte IDH ordenó al Estado peruano «que a través de sus tres Poderes tome las acciones necesarias para que no se adopten, se dejen sin efecto o no se otorgue vigencia». Con la orden de la Corte IDH a los tres poderes del Estado de impedir la publicación del proyecto de ley, el primer ministro, Gustavo Adrianzén, se mostró indignado y anunció que se llevaría a cabo una respuesta conjunta contra esa solicitud.
El 7 de agosto de 2024, la presidenta Boluarte promulgó la Ley N° 32107 titulada "Ley que prescribe delitos de lesa humanidad ejecutados antes del 2002". El 23 de octubre del mismo año, el Tribunal Constitucional admitió la demanda que presentó el Colegio de Abogados de Lima contra la nueva norma. Esta ley de prescripción ha sido inaplicada por el Poder Judicial en diversos casos concretos mediante el control constitucional difuso.
En abril de 2025, un adjunto del defensor del pueblo Josué Gutiérrez anunció que respaldará el proyecto de ley.
El 24 de julio de 2025 la presidenta de la Corte Interamericana de Derechos Humanos, la jueza Nancy Hernández López, emitió una resolución en el marco de la supervisión del cumplimiento de la sentencia del caso Barrios Altos versus Perú que ordenó al Estado Peruano a suspender la tramitación de la nueva ley de amnistía.  La resolución fue rechazada por el primer ministro Eduardo Arana por considerarla como "una opinión" y un ejemplo de "activismo".
A inicios de agosto de 2025, el parlamentario de Renovación Popular Alejandro Muñante se mostró a favor de la promulgación de la autógrafa de ley de amnistía. Sin embargo, opinó que en casos como el de Santiago Martín Rivas, líder del grupo de aniquilamiento del Ejército conocido como Grupo Colina, "el Poder Judicial, como ya lo ha demostrado, en algún caso emblemático, podría aplicar el control difuso".
El martes 13 de agosto de 2025, la presidenta Dina Boluarte promulgó la Ley N° 32419, «Ley que concede Amnistía a los miembros de las Fuerzas Armadas, de la Policía Nacional del Perú y de los Comités de Autodefensa que participaron en la lucha contra el terrorismo entre los años 1980 y 2000». La ceremonia de refrendo presidencial y promulgación fue realizada en Palacio de Gobierno, y contó con la presencia y respaldo público de los congresistas Fernando Rospigliosi, Martha Moyano, Alfredo Azurín, Jorge Montoya, José Cueto, José Williams y Víctor Flores; así como del exsuperior del Grupo Colina Juan Rivera Lazo.

Se concede amnistía a los miembros de las Fuerzas Armadas y de la Policía Nacional del Perú, y a los que hayan sido integrantes de los Comités de Autodefensa que se encuentren denunciados, investigados o procesados por hechos delictivos derivados u originados con ocasión de su participación en la lucha contra el terrorismo entre los años 1980 y 2000.
[...]
Se concede amnistía de carácter humanitario a los adultos mayores de setenta años miembros de las Fuerzas Armadas y de la Policía Nacional del Perú, y a los que hayan sido integrantes de los Comités de Autodefensa, que cuenten con sentencia firme con calidad de cosa juzgada o se encuentren en trámite de ejecución de sentencia, con pena privativa de libertad efectiva o suspendida, por delitos derivados u originados con ocasión de su participación en la lucha contra el terrorismo entre los años 1980 y 2000, siempre que no hayan sido condenados por delitos de terrorismo ni por delitos de corrupción de funcionarios.
Ley N° 32419

Este acto de promulgación fue rechazado por la Comisión Interamericana de Derechos Humanos y por el Alto Comisionado de las Naciones Unidas para los Derechos Humanos, Volker Türk (ambos organismos multilaterales); así como por las organizaciones no gubernamentales internacionales Human Rights Watch, Amnistía Internacional y Center for Justice and International Law, y por diversas organizaciones de derechos humanos peruanas agrupadas en la Coordinadora Nacional de Derechos Humanos.
Menos de una semana de promulgada la ley, dos procesados como presuntos autores de la masacre de Cayara de 1985, los exmilitares Gino Espejo y Alejandro Avendaño solicitaron al Poder Judicial el archivamiento del proceso en su contra apelando a esta amnistía.